# Свіжозаморожена плазма

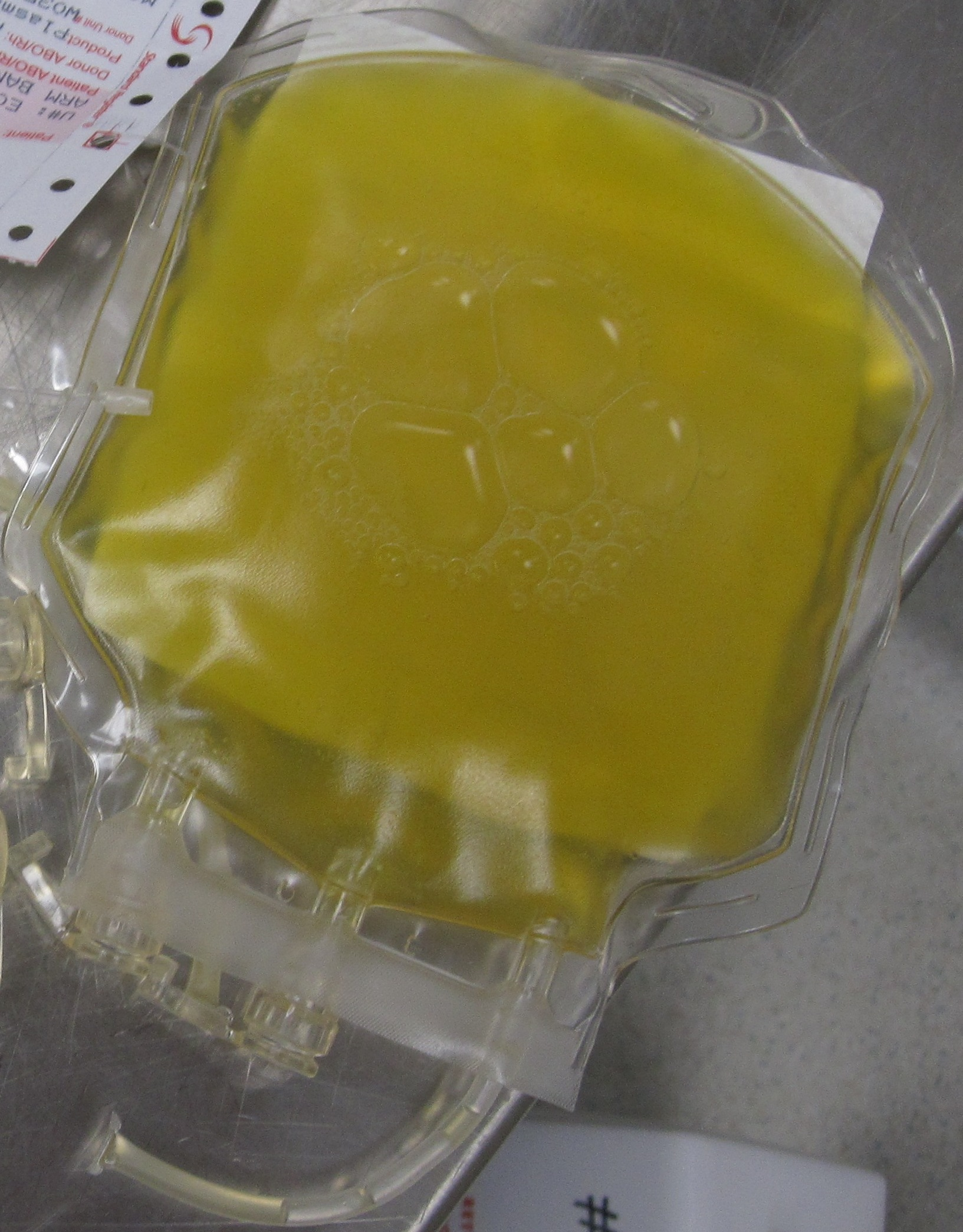
Плазма свіжозаморожена після відтаювання

Свіжозаморожена плазма (скор.СЗП або ПСЗ)—компонент донорської крові, заготовленої на гемокоагулянтах отриманий методом центрифугування чи аферезу, заморожений в межах часу до температури, яка здатна адекватно підтримувати фактори згортання крові у функціональному стані. У замороженому стані — щільна затверділа маса жовтуватого кольору, або з зеленуватим відтінком, без еритроцитів та візуальних ознак гемолізу. Найбільш ефективне застосування плазми свіжозамороженої, тому що у такому разі практично повністю зберігаються її біологічні властивості.
Свіжозаморожена плазма входить до Орієнтовний перелік життєвонеобхідних лікарських засобів, розроблений ВООЗ та до Національного переліку основних лікарських засобів затвердженого в Україні.

## Опис препарату
Об'єм однієї дози свіжозамороженої плазми, заготовленого методом центрифугування становить (240±20) мл, методом плазмаферезу — від 600,0 до 800,0 мл. Вміст фактора VIIIс після заморожування і розморожування становить, у середньому, 70 % від дози плазми, загального білку — не менше 50 г/л, еритроцитів — менше 6,0×109 , лейкоцитів — менше 0,1х109 , тромбоцитів менше 50,0×109.
Також може виготовлятися «Плазма свіжозаморожена, збіднена на кріопреципітат».

## Покази
Свіжозаморожена плазма використовується у пацієнтів з порушеннями згортання крові, особливо у клінічних ситуаціях з множинним дефіцитом факторів згортання при відсутності відповідного специфічного фактора згортання, лікування тромбоцитопенічної пурпури.
Показаннями до переливання ПСЗ є необхідність корекції об'єму циркулюючої крові у разі масивних кровотеч, нормалізації гемодинамічних показників.
Трансфузії свіжозамороженої плазми показані у разі:
- опікової хвороби у всіх клінічних фазах;
- гнійно-септичних процесів;
- масивних зовнішніх і внутрішніх кровотеч, особливо в акушерській практиці;
- коагулопатій з дефіцитом II, V, VII, XII факторів зсідання крові;
- гемофілії A і B, гострих кровотеч і крововиливів різної локалізації (доза не менше 300,0 мл 3-4 рази на добу з інтервалом 6-8 год. до повної зупинки кровотечі);
- тромботичних процесів на фоні гепаринотерапії, синдрому дисемінованого внутрішньосудинного зсідання крові.

Реконвалесцентна плазма використовувалася в минулому під час епідемій Еболи та грипу H1N1.

## Особливості використання
Перед використанням плазму необхідно розморозити при контрольованих умовах і використати відразу після розморожування протягом 1 години. Повторне заморожування плазми недопустиме.
Препарати свіжозамороженої плазми переливають відповідно до групи крові за системою АВО. Тестування на сумісність (перехресну сумісність) не проводять. Оскільки з препарату були видалені еритроцити, резус-фактор не береться до уваги. У надзвичайних ситуаціях можна призначати СЗП групи АВ всім пацієнтам, оскільки вона вільна від анти-А та анти-В ізоаглютининів. Об'єм трансфузії СЗП залежить від аналізу факторів згортання, проведеного до переливання.
Плазму переливають внутрішньовенно, залежно від стану хворого, крапельно або струминно, у разі вираженого ДВЗ-синдрому — переважно струминно.
Під час переливання ПСЗ забороняється використовувати один пластикатний контейнер (флакон) декільком хворим, не можна залишати плазму для подальших переливань після розгерметизації контейнера (флакона).

## Протипокази
Переливання ПСЗ протипоказане хворим, сенсибілізованим до парентерального введення білка. Для запобігання негативних реакцій необхідно проводити біологічну пробу, як при переливанні концентрату еритроцитів (крові).
Не слід застосовувати ПСЗ, якщо коагулопатію можна більш ефективно усунути за допомогою інших препаратів, наприклад за допомогою вітаміну К, кріопреципітату, концентратів протромбінового комплексу або концентратів окремих факторів згортання. Не слід застосовувати ПСЗ, якщо об'єм крові можна безпечно і ефективно відновити іншими засобами.

## Умови та термін зебрігання
Плазму зберігають при температурі від мінус 30°С і нижче протягом 36 місяців, при температурі від мінус 18°С до мінус 30°С — 3 місяці. Температурний режим зберігання ПСЗ передбачає проведення цілодобового моніторингу.